# John Fedchock
John Fedchock (* 18. September 1957 in Cleveland, Ohio) ist ein US-amerikanischer Jazz-Posaunist, Bandleader und Komponist.

## Leben und Wirken
Fedchock studierte an der Eastman School of Music und arbeitete zu Beginn seiner Musikerkarriere sieben Jahre in der Big Band von Woody Herman; er war an dessen Aufnahmen für das Concord-Label und seiner 50th Anniversary Tour 1986 beteiligt. Danach spielte er in den Bigbands von Bob Belden und Maria Schneider, mit der er verheiratet war und an deren Album Evanescence auf Enja er 1981 mitwirkte. 1992 nahm er mit einer Anzahl New Yorker Musiker sein erstes Album New York Big Band für das Reservoir-Label auf, gefolgt 1997 von dem Album On the Edge mit Allen Farnham, auf dem er neben eigenen Kompositionen Titel von Oliver Nelson („11.44“) und Jaco Pastorius („Teen Town“) interpretierte. Richard Cook und Brian Morton bezeichneten Fedchocks Band in ihrem The Penguin Guide to Jazz als eines der großartigen Orchester im (zeitgenössischen) Jazz und bewerteten sein erstes Album mit der Höchstnote von vier Sternen. Im Jahr 2000 entstand das Album Hit the Bricks in kleinerer Besetzung, u. a. mit Chris Potter. Außerdem war Fedchock an dem Album Blues from an Old New Age von Gary Keller beteiligt und begleitete die Sängerinnen Rosemary Clooney und Susannah McCorkle. Zu hören ist er u. a. auch auf Alban Darches Bigband-Album Le Gros Cube #2 (2021).

## Diskographische Hinweise
- New York Big Band (Reservoir, 1992)
- On the Edge (Reservoir, 1998)
- Hit the Bricks (Reservoir, 2000)
- No Nonsense (Reservoir, 2002)
- Up and Running (Reservoir, 2007)
- Like It Is (Mama Records, 2015)
- Reminiscence (2018)
- John Fedchock NY Sextet: Into the Shadows (2020)
- Justifiably J.J. (2024)